# 小行星21811
小行星21811（21811 Burroughs）是一颗绕太阳运转的小行星，为主小行星带小行星。该小行星于1999年10月5日发现。

## 轨道参数
小行星21811的轨道半长轴为3.1715903 UA，离心率为0.118。